# Girona Futbol Club 2022-2023
Questa voce raccoglie le informazioni riguardanti il Girona Futbol Club nelle competizioni ufficiali della stagione 2022-2023.

## Maglie e sponsor
| Casa | Trasferta | Terza maglia |

Fornitore tecnico: Puma

## Organico

### Rosa
Aggiornata al 2 maggio 2023. 
 In corsivo i calciatori ceduti durante la stagione 
| N. |                      | Ruolo | Calciatore                  |
| -- | -------------------- | ----- | --------------------------- |
| 1  | Spagna (bandiera)    | P     | Juan Carlos                 |
| 2  | Colombia (bandiera)  | D     | Bernardo Espinosa           |
| 3  | Spagna (bandiera)    | D     | Miguel Gutiérrez            |
| 4  | Spagna (bandiera)    | D     | Arnau Martínez              |
| 5  | Spagna (bandiera)    | C     | David López                 |
| 6  | Mali (bandiera)      | C     | Ibrahima Kébé               |
| 7  | Uruguay (bandiera)   | A     | Cristhian Stuani (capitano) |
| 8  | Spagna (bandiera)    | C     | Ramón Terrats               |
| 8  | Ucraina (bandiera)   | C     | Viktor Tsygankov            |
| 9  | Argentina (bandiera) | A     | Valentín Castellanos        |
| 10 | Spagna (bandiera)    | A     | Samuel Sáiz                 |
| 11 | Spagna (bandiera)    | C     | Valery Fernández            |
| 12 | Spagna (bandiera)    | C     | Toni Villa                  |

| N. |                      | Ruolo | Calciatore        |
| -- | -------------------- | ----- | ----------------- |
| 13 | Spagna (bandiera)    | P     | Paulo Gazzaniga   |
| 14 | Spagna (bandiera)    | C     | Aleix García      |
| 15 | Spagna (bandiera)    | D     | Juanpe            |
| 16 | Spagna (bandiera)    | D     | Javi Hernández    |
| 17 | Spagna (bandiera)    | A     | Rodrigo Riquelme  |
| 18 | Spagna (bandiera)    | C     | Oriol Romeu       |
| 19 | Brasile (bandiera)   | C     | Reinier           |
| 20 | Brasile (bandiera)   | D     | Yan Couto         |
| 21 | Venezuela (bandiera) | C     | Yangel Herrera    |
| 22 | Uruguay (bandiera)   | D     | Santiago Bueno    |
| 23 | Spagna (bandiera)    | C     | Iván Martín       |
| 24 | Spagna (bandiera)    | C     | Borja García      |
| 25 | Spagna (bandiera)    | C     | Manu Vallejo      |
| 25 | Perù (bandiera)      | D     | Alexander Callens |
| 26 | Spagna (bandiera)    | P     | Toni Fuidias      |

## Calciomercato

### Sessione estiva
| Acquisti | Acquisti             | Acquisti         | Acquisti                   |
| R.       | Nome                 | da               | Modalità                   |
| -------- | -------------------- | ---------------- | -------------------------- |
| C        | Oriol Romeu          | Southampton      | definitivo (5,5 milioni €) |
| D        | Miguel Gutiérrez     | Real Madrid      | definitivo (4 milioni €)   |
| D        | Javi Hernández       | Leganés          | prestito (500 mila €)      |
| A        | Toni Villa           | Real Valladolid  | gratuito                   |
| C        | David López          | Espanyol         | gratuito                   |
| P        | Toni Fuidias         | Real M. Castilla | prestito                   |
| D        | Yangel Herrera       | Manchester City  | prestito                   |
| A        | Valentín Castellanos | New York City    | prestito                   |
| C        | Reinier              | Real Madrid      | prestito                   |
| D        | Yan Couto            | Manchester City  | prestito                   |
| P        | Paulo Gazzaniga      | Fulham           | prestito                   |
| A        | Rodrigo Riquelme     | Atlético Madrid  | prestito                   |

| Cessioni | Cessioni            | Cessioni        | Cessioni      |
| R.       | Nome                | a               | Modalità      |
| -------- | ------------------- | --------------- | ------------- |
| A        | Álex Gallar         | Malaga          | gratuito      |
| D        | Jairo Izquierdo     | FC Cartagena    | gratuito      |
| D        | Jordi Calavera      | Lugo            | gratuito      |
| P        | Adrián Ortolá       | Deinze          | gratuito      |
| A        | Jonathan Dubasin    | Albacete        | n.d.          |
| A        | Gabri Martínez      | San Fernando CD | prestito      |
| D        | Álex Sala           | Sabadell        | prestito      |
| D        | David Juncà         |                 | svincolato    |
| D        | Víctor Sánchez Mata |                 | ritiro        |
| A        | Nahuel Bustos       | Manchester City | fine prestito |
| A        | Álex Baena          | Villarreal      | fine prestito |
| A        | Darío Sarmiento     | Manchester City | fine prestito |
| A        | Pol Lozano          | Espanyol        | fine prestito |
| A        | Pablo Moreno        | Manchester City | fine prestito |

#### Sessione invernale
| Acquisti | Acquisti          | Acquisti      | Acquisti                 |
| R.       | Nome              | da            | Modalità                 |
| -------- | ----------------- | ------------- | ------------------------ |
| A        | Viktor Tsygankov  | Dinamo Kiev   | definitivo (5 milioni €) |
| D        | Alexander Callens | New York City | gratuito                 |

| Cessioni | Cessioni      | Cessioni        | Cessioni      |
| R.       | Nome          | a               | Modalità      |
| -------- | ------------- | --------------- | ------------- |
| A        | Samuel Sáiz   | Sivasspor       | gratuito      |
| A        | Manu Vallejo  | Real Oviedo     | prestito      |
| C        | Ramón Terrats | Manchester City | fine prestito |
| A        | Oscar Ureña   | FC Cartagena    | prestito      |

## Risultati

### Primera División

#### Girone di andata
| Arbitro: | Cuadra Fernández |

|                    |           |  |
| Soler 45+1’ (rig.) | Marcatori |  |

| Arbitro: | Muñiz Ruiz |

|                                              |           |          |
| Stuani 42’ Duarte 47’ (aut.) Castellanos 64’ | Marcatori | 73’ Ünal |

| Arbitro: | Carlos del Cerro Grande |

|  |           |           |
|  | Marcatori | 49’ Aspas |

| Arbitro: | de Mera Escuderos |

|            |           |                   |
| Raíllo 87’ | Marcatori | 90+2’ (rig.) Sáiz |

| Arbitro: | Soto Grado |

|                       |           |            |
| Reinier 21’ Romeu 88’ | Marcatori | 38’ Monchu |

| Arbitro: | Ortiz Arias |

|                   |           |          |
| Iglesias 15’, 71’ | Marcatori | 7’ Arnau |

| Arbitro: | Pulido Santana |

|                                        |           |                                                   |
| Riquelme 23’ Arnau 27’ Castellanos 48’ | Marcatori | 8’, 42’ Sørloth 66’ Méndez 71’ Zubimendi 85’ Kubo |

| Arbitro: | Martínez Munuera |

|                |           |              |
| Correa 5’, 48’ | Marcatori | 66’ Riquelme |

| Arbitro: | de Burgos Bengoetxea |

|                      |           |                  |
| Stuani 90+11’ (rig.) | Marcatori | 46’ Á. Fernández |

| Arbitro: | Cuadra Fernández |

|                                     |           |                                |
| Baptistão 13’ Touré 17’ Embarba 38’ | Marcatori | 47’ Riquelme 83’ (rig.) Stuani |

| Arbitro: | Pulido Santana |

|                |           |           |
| D. López 45+1’ | Marcatori | 37’ Barja |

| Arbitro: | Melero López |

|              |           |                   |
| Vinícius 70’ | Marcatori | 80’ (rig.) Stuani |

| Arbitro: | Pizarro Gómez |

|                               |           |              |
| David López 67’ I. Martín 75’ | Marcatori | 78’ Guruzeta |

| Arbitro: | González Fuertes |

|            |           |                               |
| Lirola 16’ | Marcatori | 39’ I. Martín 66’ Castellanos |

| Arbitro: | Figueroa Vázquez |

|                                        |           |                        |
| Castellanos 34’ (rig.) Sáiz 75’ (rig.) | Marcatori | 2’ Camello 62’ Palazón |

| Arbitro: | del Cerro Grande |

|                      |           |                             |
| Puado 51’ Joselu 76’ | Marcatori | 32’ T. Villa 85’ Y. Herrera |

| Arbitro: | Pizarro Gómez |

|                           |           |             |
| Stuani 46’ Y. Herrera 88’ | Marcatori | 13’ Nianzou |

| Arbitro: | Carlos del Cerro Grande |

|                      |           |  |
| Parejo 90+11’ (rig.) | Marcatori |  |

| Arbitro: | Muñiz Ruiz |

|  |           |           |
|  | Marcatori | 61’ Pedri |

#### Girone di ritorno
| Arbitro: | Iglesias Villanueva |

|               |           |  |
| B. García 63’ | Marcatori |  |

| Arbitro: | de Mera Escuderos |

|                               |           |  |
| Escalante 6’ S. Guardiola 34’ | Marcatori |  |

| Arbitro: | Pizarro Gómez |

|                                                                                     |           |                        |
| Castellanos 8’ Tsygankov 34’ Riquelme 36’ J. Hernández 43’ I. Martín 77’ Stuani 79’ | Marcatori | 66’ Ramazani 81’ Touré |

| Arbitro: | de Mera Escuderos |

|                             |           |                                                      |
| Berchiche 35’ R. García 89’ | Marcatori | 4’ A. García 19’ (aut.) de Marcos 45+1’ (aut.) Vesga |

| Arbitro: | Martínez Munuera |

|                          |           |                                  |
| Ünal 2’, 14’ Mayoral 43’ | Marcatori | 54’ Castellanos 80’ M. Gutiérrez |

| Arbitro: | Melero López |

|  |           |              |
|  | Marcatori | 90+1’ Morata |

| Arbitro: | González Fuertes |

|                       |           |                    |
| Palazón 23’ Trejo 34’ | Marcatori | 29’, 52’ Tsygankov |

| Arbitro: | Ortiz Arias |

|                             |           |                 |
| Arnau 53’ Stuani 88’ (rig.) | Marcatori | 74’ Braithwaite |

| Barcellona 10 aprile 2023, ore 21:00 CEST 28ª giornata | Barcellona  | 0 – 0 referto | Girona | Camp Nou (78 425 spett.)\| Arbitro: \| Mateu Lahoz \| |
| Arbitro:                                               | Mateu Lahoz |               |        |                                                       |

| Arbitro: | Figueroa Vázquez |

|                           |           |  |
| Castellanos 45’ Romeu 70’ | Marcatori |  |

| Arbitro: | Melero López |

|            |           |  |
| Monchu 24’ | Marcatori |  |

| Arbitro: | Villanueva |

|                                |           |                          |
| Castellanos 12’, 24’, 46’, 62’ | Marcatori | 34’ Vinícius 85’ Vázquez |

| Arbitro: | Muñiz Ruiz |

|  |           |                            |
|  | Marcatori | 23’ Juanpe 55’ Castellanos |

| Arbitro: | Martínez Munuera |

|                              |           |                   |
| Bernardo 47’ Castellanos 84’ | Marcatori | 80’ (rig.) Muriqi |

| Arbitro: | Figueroa Vázquez |

|                                  |           |                      |
| Oyarzabal 5’ (rig.) D. Silva 24’ | Marcatori | 37’ Couto 48’ Stuani |

| Arbitro: | Pizarro Gómez |

|              |           |                         |
| D. López 24’ | Marcatori | 9’ Y. Pino 90+4’ Moreno |

| Arbitro: | Mateu Lahoz |

|              |           |                   |
| C. Pérez 42’ | Marcatori | 59’ (rig.) Stuani |

| Arbitro: | de Mera Escuderos |

|                  |           |                   |
| M. Gutiérrez 36’ | Marcatori | 47’, 77’ Iglesias |

| Arbitro: | Ortiz Arias |

|                  |           |             |
| Budimir 52’, 55’ | Marcatori | 75’ Reinier |

### Coppa di Spagna
| Arbitro: | del Cerro Grande |

|                   |           |                         |
| Megías 76’ (rig.) | Marcatori | 17’ Riquelme 97’ Stuani |

| Arbitro: | del Cerro Grande |

|                             |           |                 |
| Grande 17’ I. Fernàndez 61’ | Marcatori | 30’ Castellanos |